# Onbevlekt Hart van Mariakerk (Zwaneven)

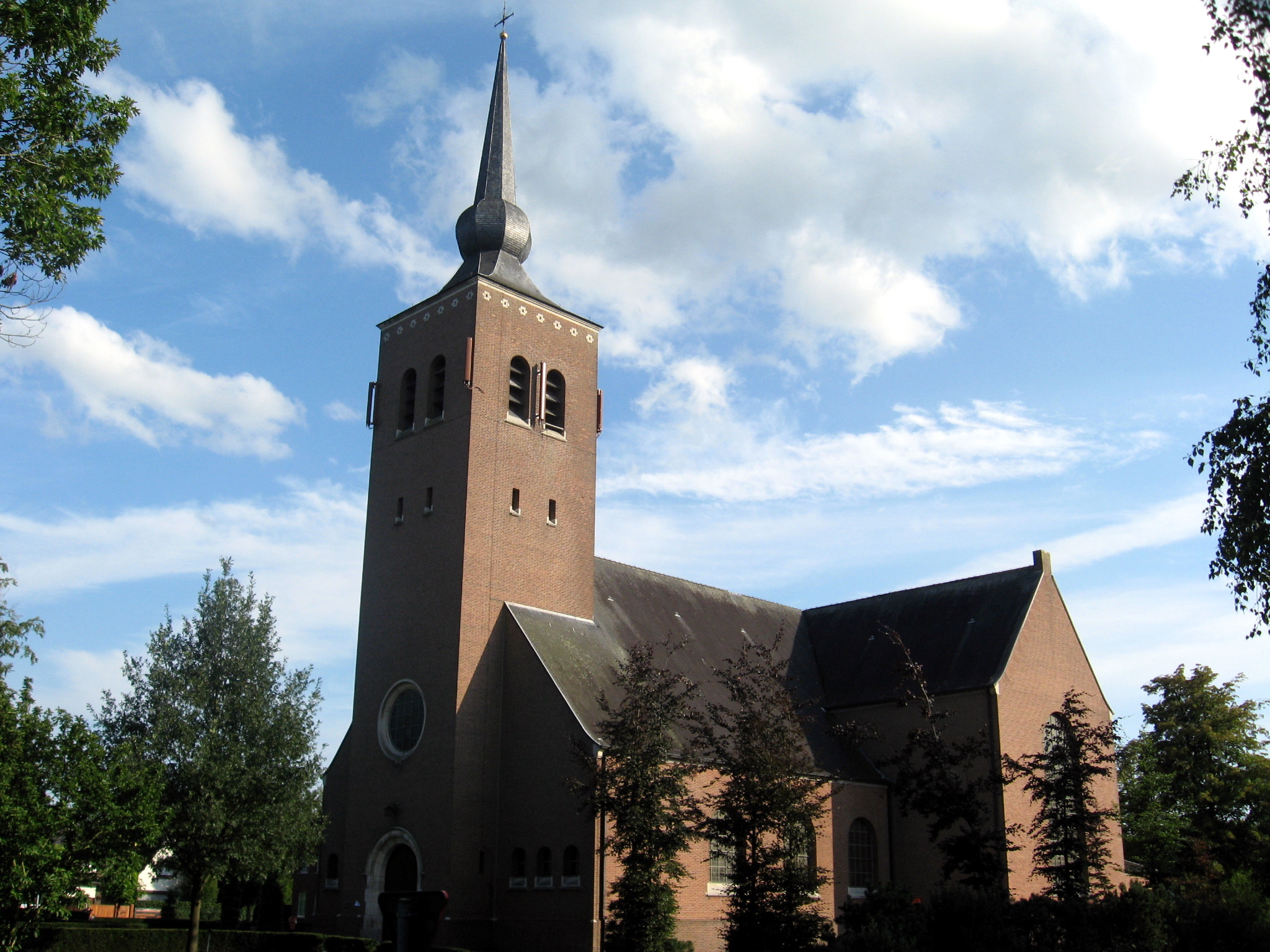
Onbevlekt Hart van Mariakerk

De Onbevlekt Hart van Mariakerk is een rooms-katholiek kerkgebouw in de tot de Antwerpse gemeente Oud-Turnhout behorende wijk Zwaneven, gelegen aan de Steenweg op Mol 159.

## Geschiedenis
In 1949 werd in Zwaneven een kapelanie ingesteld die afhankelijk was van de Sint-Pietersparochie te Turnhout. In 1950 werd een noodkerk betrokken en in 1956 kwam een definitieve kerk gereed naar ontwerp van René Joseph Van Steenbergen. In 1966 werd Zwaneven een zelfstandige parochie.

## Gebouw
Het betreft een naar het zuidwesten georiënteerde bakstenen pseudobasilicale kruiskerk met halfingebouwde toren. De kerk werd gebouwd in historiserende stijl. Het kerkmeubilair is 20e-eeuws.